# Paul Nguyên Thai Hop
Paul Nguyên Thai Hop OP ( Lang Anh, 2 de fevereiro de 1945) é um ministro vietnamita e bispo católico romano emérito de Hà Tĩnh.
Paul Nguyên Thai Hop ingressou na ordem dominicana e foi ordenado sacerdote em 8 de agosto de 1972.
O Papa Bento XVI nomeou-o bispo de Vinh em 13 de maio de 2010. Bispo emérito de Vinh, Paul-Marie Cao Ðình Thuyên, deu-lhe a consagração episcopal em 23 de julho do mesmo ano; Os co-consagradores foram Paul Bùi Van Ðoc, Bispo de Mỹ Tho, e Antoine Vu Huy Chuong, Bispo de Hưng Hóa.
Em 22 de dezembro de 2018, o Papa Francisco o nomeou o primeiro bispo de Hà Tĩnh. A inauguração ocorreu em 11 de fevereiro de 2019. Em 19 de março de 2021, o Papa Francisco aceitou a renúncia de Paul Nguyên Thai Hop por motivos de idade.